# 溴酸镝
溴酸镝是一种无机化合物，化学式为Dy(BrO3)3。它可由硫酸镝和溴酸钡反应制得，过滤出硫酸钡后，从溶液中可以结晶出溴酸镝的九水合物。九水合物由[Dy(H2O)9]3+和BrO3−构成。九水合物的热分解经无水物得到DyOBr。